# Muralla fenicia de Málaga
La muralla fenicia de Málaga, muralla fenicia de Mlk o muralla feno-púnica de Mlk es, como su nombre indica, una fortificación de origen fenicio declarada Bien de Interés Cultural y situada en la ciudad de Málaga (antigua Malaka), Andalucía, España.
Se trata de los restos del primer recinto murado de la ciudad, del que se conservan varios tramos bajo los sótanos de tres edificios del Centro Histórico de Málaga, que son: el Palacio de Buenavista (o Museo Picasso Málaga), el eje entre las calles Císter y San Agustín y el antiguo edificio de Correos (actualmente Rectorado de la Universidad de Málaga). Sólo el tramo conservado bajo el museo alcanza los 4 metros de altura, estando los demás al nivel de los cimientos.
La muralla data de los siglos IV y III a. C.